# Biribí (juego)

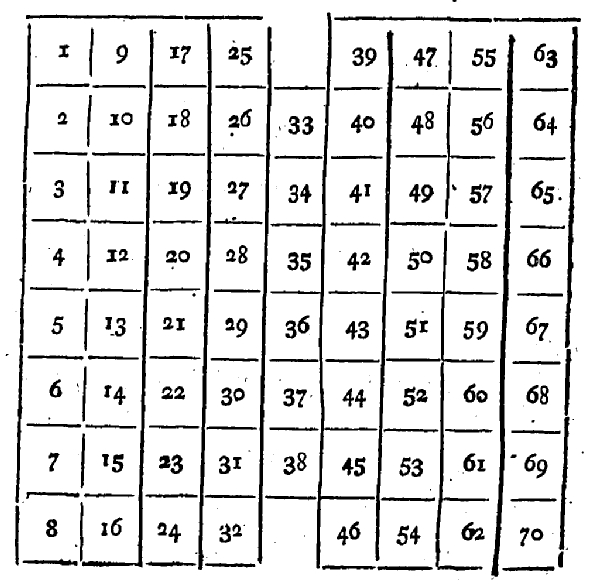
Tablero de Biribí (1788)

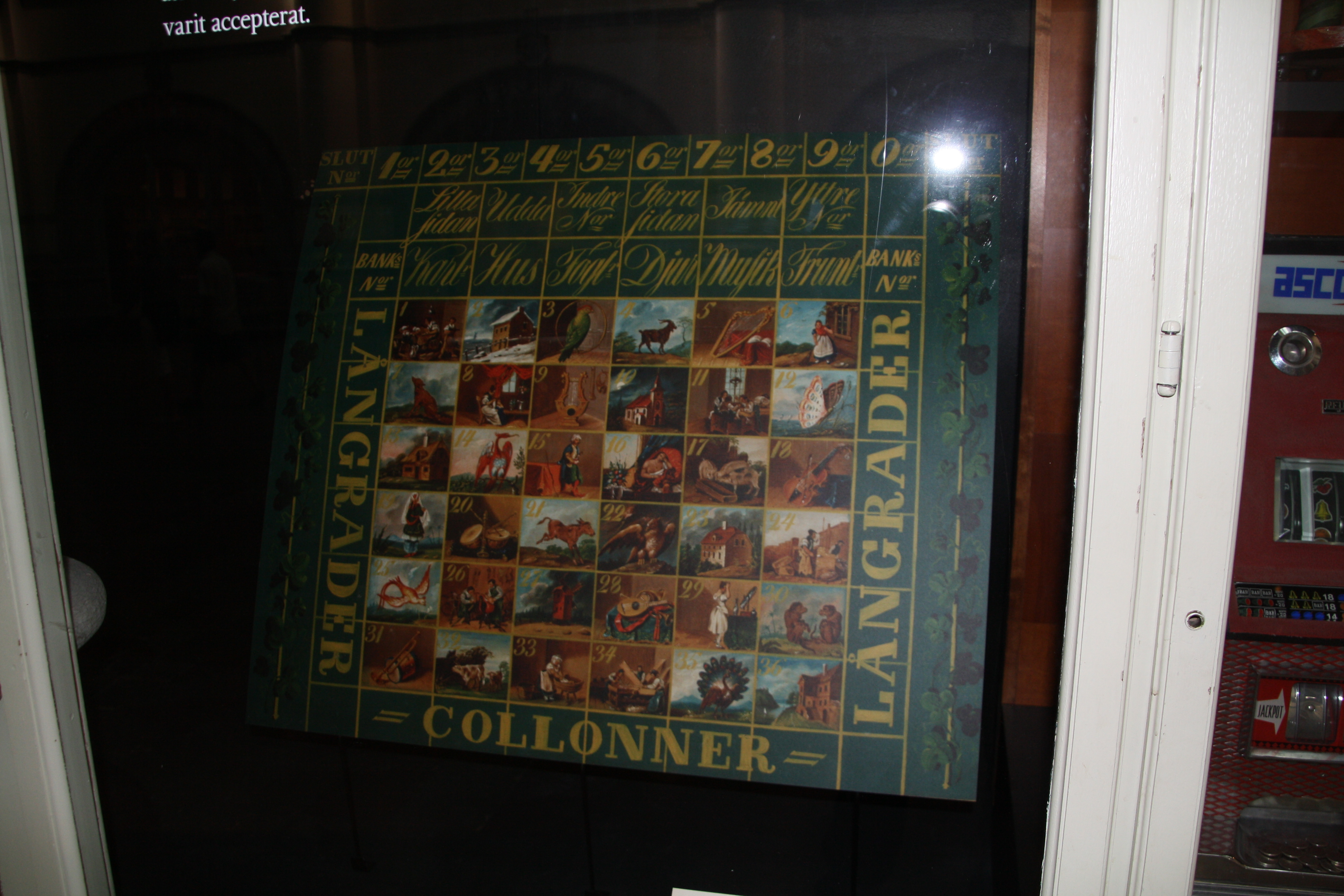
Ricamente ilustrado juego Biribi histórica del, que se muestra en el Nordiska Museet, Estocolmo, Suecia

El Biribí es un juego de azar de origen francés precursor de las actuales lotería y bingo, consistente en pequeñas apuestas, que fue prohibido por ley en 1837. 
Se juega en un tablero en el cual se marcan los números del 1 al 70, donde los jugadores ponen sus apuestas sobre los números que esperan que sean elegidos, el banquero dispone de una bolsa de la que extrae una funda que contiene un ticket que corresponde con uno de los números del tablero, entonces el banquero dice el número en voz alta, y el jugador que lo ha marcado en el tablero recibe sesenta y cuatro veces su apuesta; el resto de las apuestas van al banquero.